# Luiz Rogério
Luiz Rogério de Souza (Salvador, 8 de agosto de 1906 —  , 1 de agosto de 1981) foi um médico e político brasileiro.

## Biografia
Filho do Dr. Augusto Celestino de Souza Promotor publico na comarca do são Francisco e depois abandonou o ministério publico para exercer advocacia em Salvador e dona Adelaide Bloxam de Souza, casou-se com Maria Amelia Galvão de Souza de família tradicional da cidade de Barra no vale do são Francisco, com quem teve 7 filhos; Luiz Rogério Galvão de Souza, Violeta Augusta Rogério de Souza Freire de Carvalho, Margarida Rogério da Silva, Amelia Rogério de Souza Vasconcelos, Manoel Galvão Rogério de Souza, Adelaide Rogério de Resende e Augusto Galvão Rogério de Souza. Rogério tinha a cidade de Barra como terra natal e todos os seus filhos vinham a nascer na Barra, por ordem de sua sogra D. Amelia Pinto Galvão de família tradicional da cidade. 
Cursou o primário no Colégio Marista em Esplanada e o secundário no Colégio Nossa Senhora da Vitória (marista) em Salvador. Formou-se em medicina pela Faculdade de Medicina da Bahia de Salvador, em 1927. foi destacado pela saúde publica em 1930, para organizar a campanha contra a malaria no são francisco. na revolução de 30, é designado medico das forças revolucionarias em operação no são francisco e escolhido presidente da junta governativa de Barreira - Ba, de 1937 a 1940 foi professor do Colégio Santa Eufrásia, onde lecionava,no curso normal, literatura, português e biologia.
Eleito vereador de Barra pelo Partido Libertador (PL) de 1932 a 1936. Eleito deputado estadual constituinte pela União Democrática Nacional (UDN) de 1947 a 1951, suplente de deputado estadual pelo PL de 1951 a 1955, assumindo o mandato de agosto a novembro de 1952.
Faleceu aos 74 anos.